# Antoni Jutrzenka-Trzebiatowski
Antoni Jutrzenka-Trzebiatowski (ur. 17 stycznia 1938 w Sulęczynie na Kaszubach, zm. 18 listopada 2015) – polski biolog, botanik i fitosocjolog, profesor nauk biologicznych, nauczyciel akademicki Uniwersytetu Warmińsko-Mazurskiego w Katedrze Botaniki i Ochrony Przyrody, senator I kadencji.

## Życiorys
Syn Hieronima i Bronisławy. Ukończył w 1962 studia na Uniwersytecie Mikołaja Kopernika w Toruniu, doktoryzował się w 1971, habilitację uzyskał w 1997. W 2007 otrzymał tytuł profesora nauk biologicznych.
W latach 1956–1957 pracował jako nauczyciel w szkole podstawowej w Kołodziejach, a po studiach uczył w liceum ogólnokształcącym w Słupsku. W 1963 związał się zawodowo z Wyższą Szkołą Rolniczą w Olsztynie (późniejszą Akademią Rolniczo-Techniczną i wreszcie Uniwersytetem Warmińsko-Mazurskim). Na tej uczelni był kolejno asystentem, starszym asystentem, adiunktem (1971–1981, w Katedrze Botaniki i Ochrony Przyrody). W latach 1980–1981 zasiadał w senacie tej uczelni.
W 1980 wstąpił do „Solidarności”, był przewodniczącym komisji zakładowej związku na ART. W 1982 został zwolniony z pracy z przyczyn politycznych. W okresie stanu wojennego został aresztowany i skazany na karę 2 lat pozbawienia wolności. Osadzono go w Braniewie, wkrótce zwolniono z uwagi na stan zdrowia. W 1983 powrócił do pracy jako pracownik techniczny, rok później przywrócono go na stanowisku adiunkta (z przerwą na lata 1989–1991, kiedy był zawodowym senatorem), w 1998 objął stanowisko profesora.
Zasiadał w Senacie I kadencji, został wybrany z ramienia Komitetu Obywatelskiego w województwie olsztyńskim. Od 2002 politycznie związany z Prawem i Sprawiedliwością, w 2005 wszedł do regionalnego honorowego komitetu poparcia Lecha Kaczyńskiego.
Jego zainteresowania naukowe obejmowały florystykę, fitosocjologię (systematykę i kartografię zbiorowisk), ekologię roślin, ochronę przyrody, historię szaty leśnej. Ogłosił ponad 50 publikacji, m.in.:
- Zespoły leśne Wzgórz Dylewskich („Monogr. Bot.” nr 58, 1980),
- Zboczowe lasy klonowo-lipowe Aceri-Tilietum Faber 1936 w Polsce północno-wschodniej („Monogr. Bot.” nr 78 1995),
- Wpływ człowieka na szatę leśną Polski północno-wschodniej w ciągu dziejów (Ośrodek Badań Naukowych im. Wojciecha Kętrzyńskiego, Olsztyn 1999).

Został odznaczony m.in. Złotym Krzyżem Zasługi (1993), Krzyżem Komandorskim Orderu Odrodzenia Polski (2010) oraz odznakami „Zasłużony dla ART” (1979) i „Zasłużony dla Warmii i Mazur” (1982). Otrzymał również nagrody ministra nauki i szkolnictwa wyższego (1972, 1979, 1986), nagrody rektora (łącznie dwanaście) oraz nagrodę marszałka województwa warmińsko-mazurskiego (2001).
Pochowany na cmentarzu komunalnym w Olsztynie.